# 西光寺 (墨田区)
西光寺（さいこうじ）は、東京都墨田区にある浄土宗の寺院。

## 概要
1606年（慶長11年）、小林治右衛門の開基である。彼の子孫は商人となり、後に深川に住んでいる。
明治時代後期に当寺住職となった渡辺海旭は、旧制芝中学校（現・芝中学校・高等学校）の校長を務めたり、セツルメント運動に関わるなど多方面で活躍した。彼の親族に武田泰淳がいる。

## 墓所
歌舞伎関係者の墓が多い。
- 初代助高屋小傳次（歌舞伎役者）
- 七代目澤村訥子（歌舞伎役者）
- 伊藤雄之助（俳優、歌舞伎の初代澤村宗之助の子）

## 交通アクセス
- 森下駅より徒歩7分。